# Автошлях Т 0436
Автошля́х Т 0436 — автомобільний шлях територіального значення у Дніпропетровській області. Пролягає територією Нікопольського району від перетину з Н23 через Капулівку — Покровське — Набережне. Загальна довжина — 16,9 км.

## Маршрут
Автошлях проходить через такі населені пункти:
| Автошлях Т 0436          |     |
| Дніпропетровська область |     |
| Нікопольський район      |     |
| Набережне                | Н23 |
| Покровське               |     |
| Капулівка                |     |
|                          | Н23 |